# Osaka World Trade Center
Osaka World Trade Center – wieżowiec w Osace, w Japonii o wysokości 252,1 m. Budynek otwarto w 1995, posiada 55 kondygnacji. Jest największym wieżowcem w Osace i 2 w Japonii.